# Żmijowate
Żmijowate (Viperidae) – rodzina węży z nadrodziny Elapoidea, obejmująca 11 rodzajów i około 49 gatunków. Niektóre gatunki występują nawet na terenach pozornie nieprzyjaznych dla węży, bo w rejonach o dużych wahaniach temperatur.

## Zasięg występowania
Rodzina obejmuje gatunki występujące w Eurazji, Ameryce i Afryce.

## Systematyka
W obrębie żmijowatych wyróżnia się podrodziny:
- Azemiopinae
- Crotalinae – grzechotnikowate
- Viperinae – żmije właściwe

W Polsce jedynym przedstawicielem tej rodziny jest żmija zygzakowata.

## Charakterystyka
Żmijowate cechują się dość grubym tułowiem w stosunku do innych rodzin. Pomimo że nie należą do najdłuższych węży, mają najmniej 180 giętkich kręgów, co umożliwia im sprawne poruszanie się. Rodzina ta charakteryzuje się parą długich zębów jadowych typu solenoglypha, które prostują się dopiero podczas ataku. Znajdują na ruchomych kościach szczękowych i kładą się wzdłuż podniebienia podczas zamykania paszczy. Kości szczęki górne są krótkie, masywne i nie mają wgłębienia na zewnętrznej powierzchni. W każdym zębie znajduje się kanalik jadowy, doprowadzający jad do rany. Żmijowate są jednymi z nielicznych węży, których zęby jadowe się regenerują. W przypadku niemożliwości wyleczenia jednego z nich, za uszkodzonym wyrasta drugi.
Płeć determinuje u nich czwarta para chromosomów. Samice mają heteromorficzny zestaw ZW, natomiast samce – homomorficzny ZZ. Płcie można odróżnić od siebie na podstawie odległości między tylną krawędzią tarczki analnej, a końcem ogona. U samców odcinek ten będzie dłuższy i grubszy ze względu na obecność półprącia (hemipenes).

### Jadowitość
Wszystkie żmijowate są jadowite, dlatego są niebezpieczne dla człowieka. Ich jad ma głównie właściwości hemotoksyczne lub cytotoksyczne, jednak nawet w obrębie jednego gatunku skład jadu może się znacząco różnić. Jad niszczy krwinki i okoliczne tkanki, powodując martwicę. Po ukąszeniu pojawia się wyraźna opuchlizna, stały palący ból w rannej kończynie, pęcherze i wybroczyny podskórne, a z czasem również krwawienie z błon śluzowych. Duży krwotok wewnętrzny potęguje ból, wywołuje wymioty i utratę świadomości, aż do śmierci ukąszonego. Jeśli uda się uratować pacjenta, zazwyczaj wskutek martwicy zachoruje on na zgorzel. Aby zneutralizować toksyny i zmniejszyć zniszczenia w organizmie, podaje się ukąszonym surowicę pozyskiwaną z jadu węża.

## Ekologia
Węże te poruszają się ruchem bocznym. Podczas przemieszczania się po piasku, unoszą głowę nad powierzchnię podłoża i przesuwają ją wraz z szyją na bok. Następnie, po położeniu głowy na piasku, przesuwają w identyczny sposób resztę ciała. Taki, oparty na bocznych skrętach ciała, sposób lokomocji pozwala im na szybkie i sprawne przemieszczanie się po sypkim piasku.
Mimo iż nie mają detektorów podczerwieni, prowadzą nocny tryb życia. Mają bardzo dobry refleks, choć z natury są mało ruchliwe. Odżywiają się głównie drobnymi kręgowcami i owadami.